# Eumicrotremus
Eumicrotremus – rodzaj ryb skorpenokształtnych z rodziny taszowatych.

## Klasyfikacja
Gatunki zaliczane do tego rodzaju:

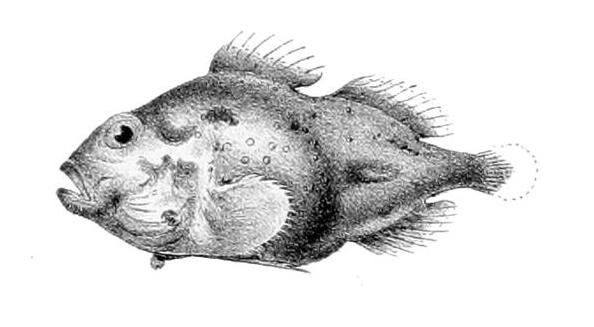
Eumicrotremus andriashevi
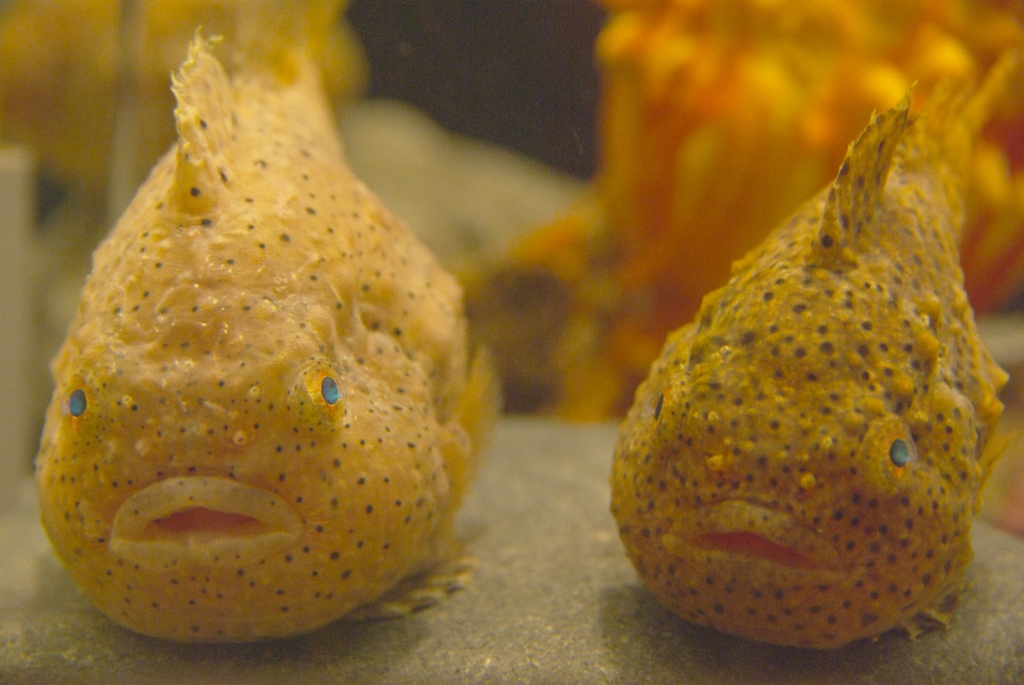
Eumicrotremus asperrimus
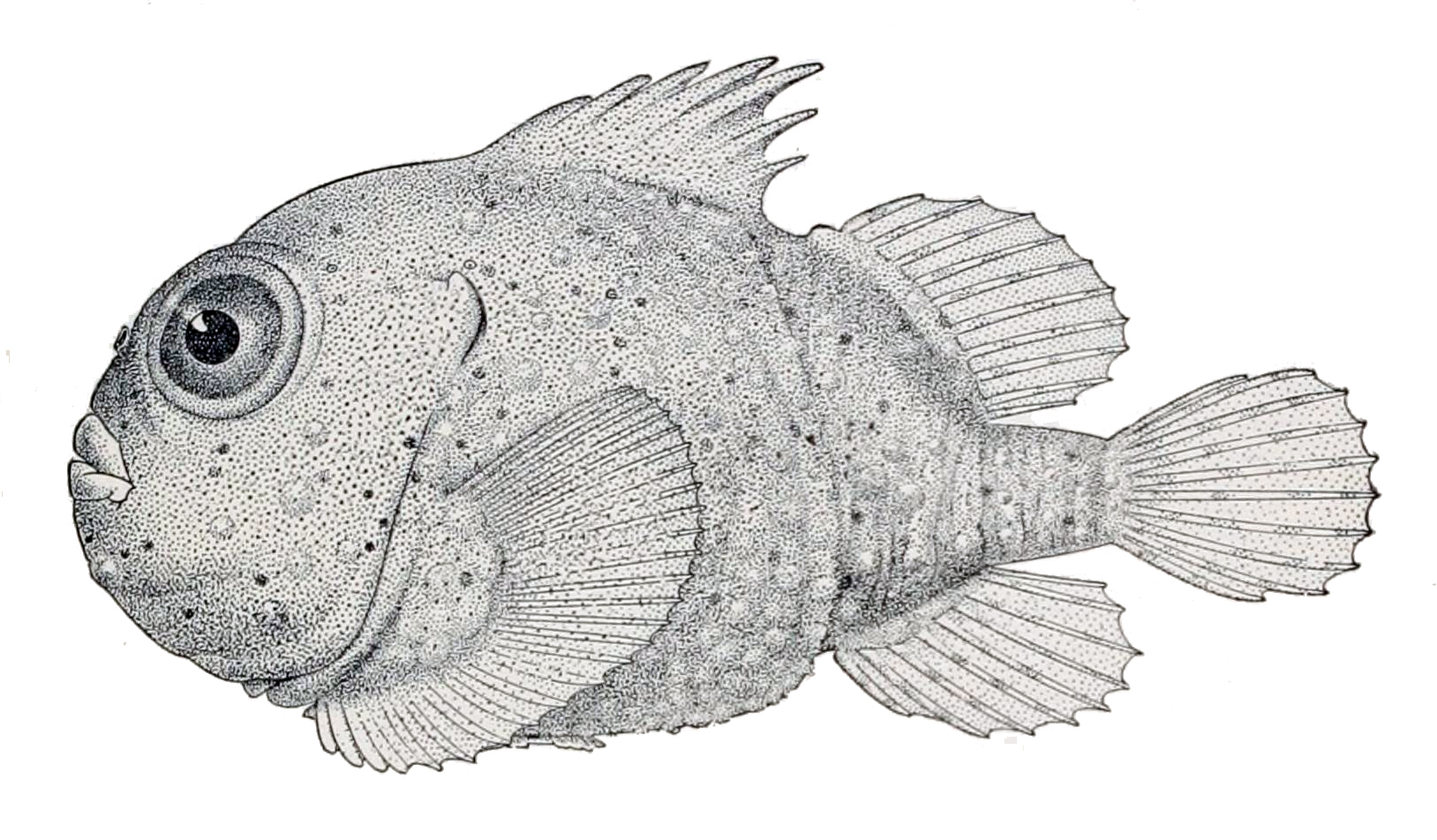
Eumicrotremus barbatus
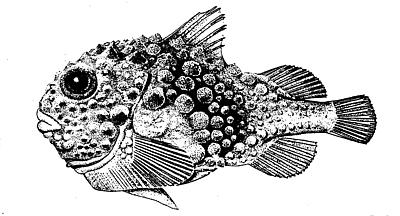
Eumicrotremus derjugini
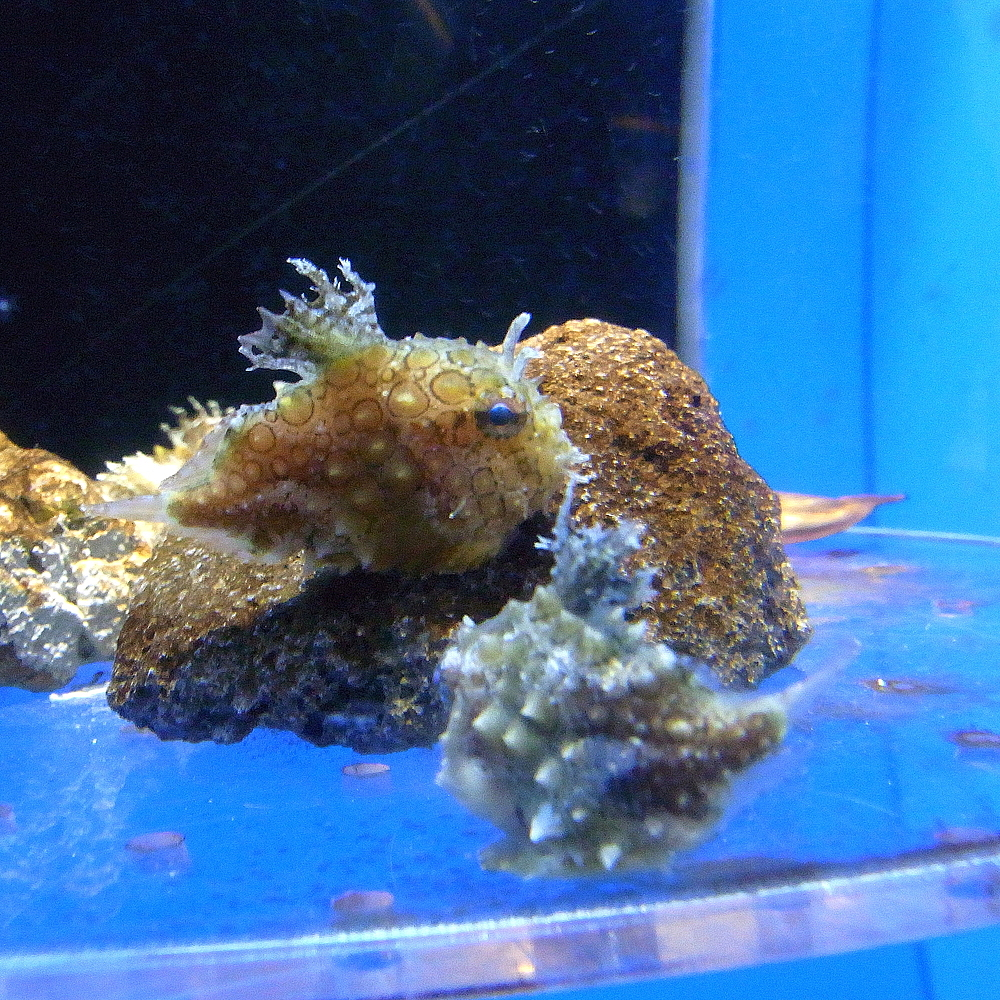
Eumicrotremus fedorovi
- Eumicrotremus gyrinops
- Eumicrotremus orbis
- Eumicrotremus pacificus
- Eumicrotremus phrynoides
- Eumicrotremus schmidti
- Eumicrotremus soldatovi
- Eumicrotremus spinosus
- Eumicrotremus taranetzi
- Eumicrotremus tartaricus
- Eumicrotremus terraenovae

- Eumicrotremus gyrinops
- Eumicrotremus pacificus
- Eumicrotremus phrynoides
- Eumicrotremus spinosus
- Eumicrotremus taranetzi